# ماثيوس جيسوس
ماثيوس جيسوس (بالبرتغالية: Matheus Jesus‏) (10 أبريل 1997 بسالفادور في البرازيل - ) هو لاعب كرة قدم برازيلي في مركز الوسط. لعب مع نادي فلامنغو.

## روابط خارجية
- ماثيوس جيسوس على موقع رابطة كرة القدم اليابانية للمحترفين (اليابانية)
- ماثيوس جيسوس على موقع قاعدة بيانات كرة القدم.إي يو (الإنجليزية)
- ماثيوس جيسوس على موقع Soccerway.com (الإنجليزية)
- ماثيوس جيسوس على موقع عالم كرة القدم.نت (الإنجليزية)